# Dionysos (film)
Pour les articles homonymes, voir Dionysos (homonymie).

Dionysos est un film français réalisé par Jean Rouch et sorti en 1984.
Il a été présenté à la Mostra de Venise dans la sélection officielle.

## Synopsis
Un professeur d'art dramatique américain vient à Paris soutenir sa thèse intitulée « La nécessité du culte de la nature dans les sociétés industrielles ». Un des membres du jury lui propose de passer de la théorie à la pratique.

## Fiche technique
- Réalisation : Jean Rouch
- Scénario : Euzhan Palcy, Jean Rouch
- Production : Les films du Jeudi[3], CNRS Audiovisuel, Films A2
- Photographie : Jean Rouch
- Musique : Mauricio Smith
- Montage : Marie-Josèphe Yoyotte
- Durée : 100 min
- Dates de sortie: 
  - Italie : 1984 (Mostra de Venise)
  - France : 3 décembre 1986

## Distribution
- Jean Monod : Hugh Gray
- Hélène Puiseux
- Cookie Chiapalone
- Fifi Raliatou
- Kazumi Onodera
- Enrico Fulchignoni
- Germaine Dieterlen
- Jean-Pierre Bardou

## Réalisation
Damouré Zika fait un bref récit des circonstances du tournage de Dionysos, publié en 2007 dans l'ouvrage Journal de route qui rassemble ses écrits. Jean Rouch fait part de ce projet de film à Damouré Zika en 1983. Il s'agit alors d'« un film dont on ignore le titre et le contenu », mais qui « sera tourné en France et réunira des Nigériens, des Ivoiriens, des danseurs de goumbé, des Antillais, des Américains, enfin, de tout cela ». Au printemps 1984, Jean Rouch fait parvenir un télégramme à Niamey pour inviter Damouré Zika, Tallou Mouzourane, Lam Ibrahim Dia et Moussa Hamidou à venir à Paris pour le tournage. Le départ de Niamey est ralenti de plusieurs semaines du fait que la carte d'identité de Tallou Mouzourane est périmée. Damouré, Tallou et Moussa prennent l'avion ensemble le 14 mai 1984 pour Paris. Il s'agit du premier voyage en avion de Tallou Mouzourane. Lam Ibrahim Dia, occupé à ses activités, les rejoint en France une semaine plus tard. Chacun loge dans un hôtel de Boulogne-Billancourt. Le tournage a lieu à Malakoff dans « une vieille usine de plastiques abandonnée, très grande et surtout très calme ». La scène de tournage est située au rez-de-chaussée, où se trouve la voiture qui tient une place importante dans le film, tandis que la salle de maquillage et la salle des costume se trouvent à l'étage. Le tournage n'est pas évoqué en lui-même par l'acteur. Damouré Zika conclut son récit en affirmant rétrospectivement : « Dionysos est (...) un film pas comme les autres car il a réuni des hommes et des femmes de toutes les couleurs, de bonnes et de mauvaises qualités, comme dans une caisse d'outillage on trouve de bons et de mauvais boulons ».

## Distinctions
- Festival du film de Venise : sélection officielle en compétition.